# Suhač
Suhač je naselje u sastavu grada Sinja, u Splitsko-dalmatinskoj županiji.

## Zemljopis
Naselje se nalazi sjeverno od Sinja. Nalazi se na 380 metara nadmorske visine.

## Stanovništvo
U 1869., 1921. i 1931. podaci su sadržani u naselju Karakašica, kao i dio podataka u 1910. i 1948.
| broj stanovnika | 214   |       | 213   | 168   | 269   | 268   |       |       | 484   | 504   | 559   | 584   | 658   | 586   | 573   | 571   | 577   |
|                 | 1857. | 1869. | 1880. | 1890. | 1900. | 1910. | 1921. | 1931. | 1948. | 1953. | 1961. | 1971. | 1981. | 1991. | 2001. | 2011. | 2021. |

## Povijest
U NOB-u tijekom Drugog svjetskog rata sudjelovalo je 71 stanovnik.

## Poznate osobe
- Miro Bulj - hrvatski političar